# Émile Guérinel
Emile Guérinel (Romagné, 3 giugno 1929 – Fourgeres, 2 febbraio 2014) è stato un ciclista su strada francese.

## Carriera
Professionista dal 1951 al 1959, le sue principali vittorie furono due edizioni del Bretagne Classic Ouest France, nel 1951 e nel 1952.

## Palmarès
- 1951

Bretagne Classic Ouest France
Grand Prix de Hannebont
- 1952

Bretagne Classic Ouest France
Grand Prix de Granville
- 1953

Grand Prix du Libre Poiton
- 1957

Circuito di Saint-Renan

## Piazzamenti

### Grandi Giri
- Vuelta a Espana

1953: ritirato 
1954: 65°